# Fort Simpson
Fort Simpson es un pueblo canadiense situado en el territorio de Territorios del Noroeste.

## Superficie
Fort Simpson tiene una superficie de 77,89 km².

## Demografía
En 2021, tenía 1100 habitantes, una densidad poblacional de 14,1 hab./km², y 572 viviendas.